# Polacy na mistrzostwach świata juniorów w łyżwiarstwie synchronicznym
Polacy na mistrzostwach świata juniorów w łyżwiarstwie synchronicznym – występy reprezentantów Polski na mistrzostwach świata juniorów w zawodach łyżwiarstwa synchronicznego.
| Złoto | Srebro | Brąz | Razem |
| ----- | ------ | ---- | ----- |
| 0     | 0      | 0    | 0     |

## Wyniki
| Polacy nie startowali na MŚJ w 2013, 2015, 2017 roku |            |                      |    |        |       |
| 2018                                                 | Zagrzeb    | Team Ice Fire Junior | 20 | 62,83  | [ 1 ] |
| 2019                                                 | Neuchâtel  | Team Ice Fire Junior | 16 | 99,18  | [ 2 ] |
| 2020                                                 | Nottingham | Team Ice Fire Junior | 9  | 122,39 | [ 3 ] |
| 2021                                                 | Angers     | TBD                  |    |        |       |